# Stella (cràter)
Stella és un petit cràter d'impacte de la Lluna situat al costat oriental de la Mare Serenitatis. És un cràter recent, amb un sistema de marques radials que destaca per la seva gran lluentor. Es troba al sud-oest del cràter Ching-Te, més gran, i a l'oest de la vall de Taurus-Littrow, on va aterrar l'Apollo 17 el 1972.

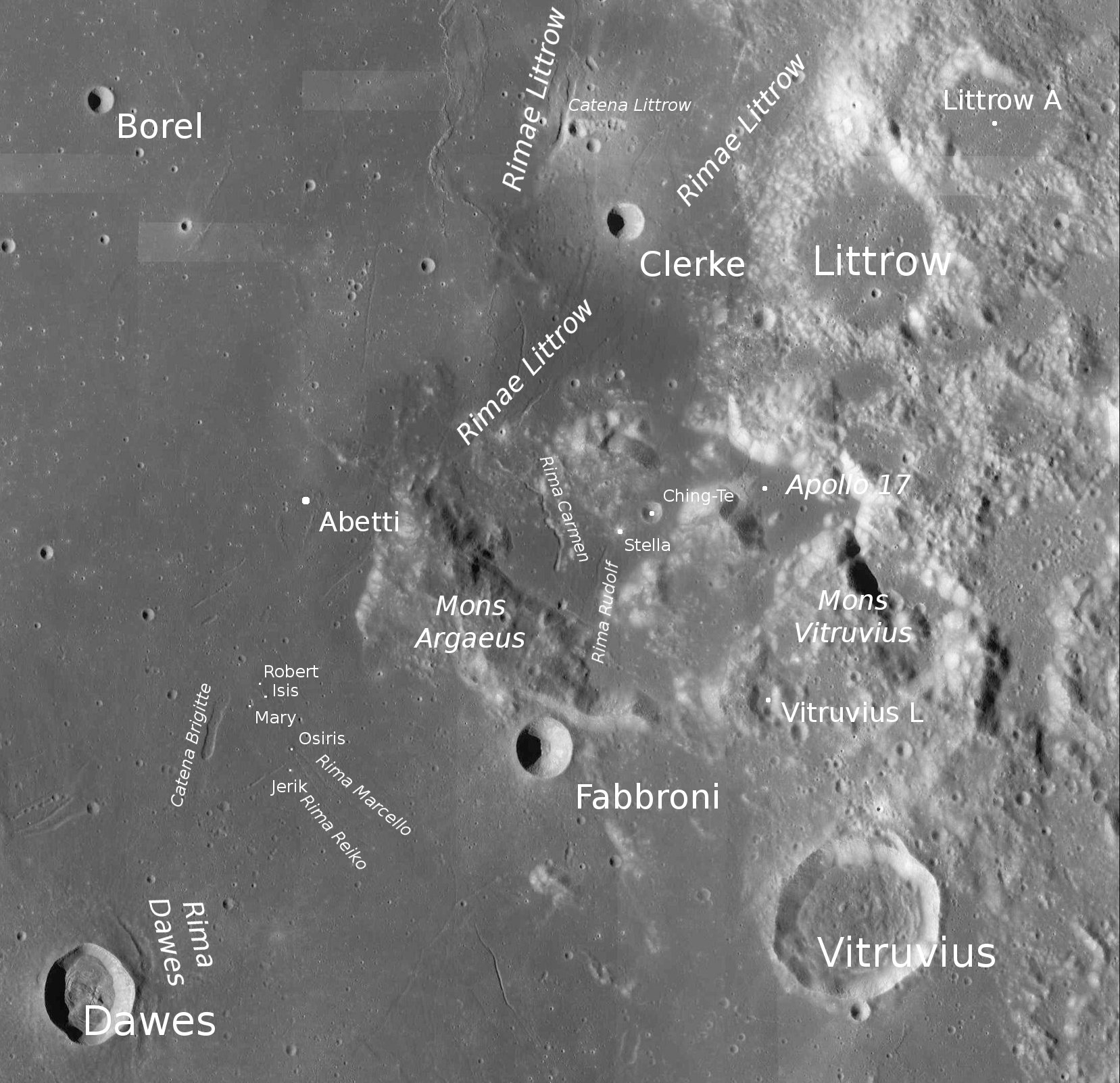
Localització de Stella (centre de la imatge)
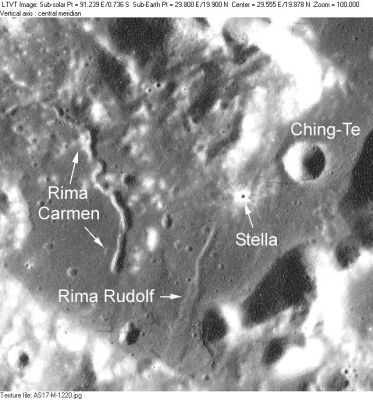
Rodalies de Stella

El nom del cràter va ser aprovat per la UAI el 1976